# Riu Bihar
Bihar és un riu de l'Índia central a Madhya Pradesh que neix a 24° 15′ N, 81° 05′ E / 24.250°N,81.083°E a uns 60 km de Rewa (ciutat) (antic estat de Rewa avui districte de Rewa) i desaigua al tiu Tons. A 80 km del seu naixement produeix les cascades Chachai.